# Harold Mahony
Harold Segerson Mahony (Edimburg, Regne Unit de la Gran Bretanya i Irlanda, 13 de febrer de 1867 − Comtat de Kerry, 27 de juny de 1905) fou un tennista escocès, guanyador de tres medalles olímpiques (1900) i d'un títol de Wimbledon (1896).

## Biografia
Va néixer el 13 de febrer de 1867 a la ciutat d'Edimburg, capital d'Escòcia, que en aquells moments formava part del Regne Unit de la Gran Bretanya i Irlanda i avui dia del Regne Unit de la Gran Bretanya i Irlanda del Nord. Va morir el 27 de juny de 1905 prop del llac Caragh al comtat de Kerry a conseqüència d'un atropellament per bicicleta, que en aquells moments formava part del Regne Unit de la Gran Bretanya i Irlanda i avui dia de la República d'Irlanda.

## Carrera esportiva
Va iniciar la seva carrera tennística al Torneig de Wimbledon l'any 1890, on fou eliminat en primera ronda, arribant a les semifinals els anys 1891 i 1892. L'any 1896 aconseguí arribar a la seva única final del torneig individual, que aconseguí el títol en vèncer Wilfred Baddeley per 6-2, 6-8, 5-7, 8-6, 6-3. Fou el darrer tennista escocès en guanyar un títol de Grand Slam fins a la victòria d'Andy Murray en el US Open 2012, 116 anys després.
Va participar, als 33 anys, en els Jocs Olímpics d'Estiu de 1900 realitzats a París (França), on va aconseguir guanyar la medalla de plata de la prova individual masculina al perdre la final davant el britànic Lawrence Doherty per 6-4, 6-2 i 6-3. Participà en la competició de dobles masculins, on fent parella amb el britànic Arthur Norris, guanyà la medalla de bronze i en la competició de dobles mixts, on fent parella amb la francesa Hélène Prévost i en nom de l'equip mixt aconseguí una nova medalla de plata. En totes tres proves li barraren el pas a un millor resultat els germans Lawrence i Reginald Doherty.

## Torneigs de Grand Slam

### Individual: 1 (1−0)
| Resultat  | Núm. | Any  | Campionat                                    | Superfície | Oponent a la final | Marcador                |
| --------- | ---- | ---- | -------------------------------------------- | ---------- | ------------------ | ----------------------- |
| Guanyador | 1.   | 1896 | Wimbledon Championships, Londres, Regne Unit | Herba      | Wilfred Baddeley   | 6−2, 6−8, 5−7, 8−6, 6−3 |

## Jocs Olímpics

### Individual
| Any  | Campionat                    | Oponent          | Resultat      |
| ---- | ---------------------------- | ---------------- | ------------- |
| 1900 | Jocs Olímpics, París, França | Lawrence Doherty | 4−6, 2−6, 3−6 |

### Dobles
| Any  | Campionat                    | Parella       |
| ---- | ---------------------------- | ------------- |
| 1900 | Jocs Olímpics, París, França | Arthur Norris |

### Dobles mixtos
| Any  | Campionat                    | Parella        | Oponents                          | Resultat |
| ---- | ---------------------------- | -------------- | --------------------------------- | -------- |
| 1900 | Jocs Olímpics, París, França | Hélène Prévost | Charlotte Cooper Reginald Doherty | 2−6, 4−6 |